# Distrito de Gautam Buddha Nagar
Gautam Buddha Nagar (en hindi; गौतम बुद्ध नगर ज़िला, urdu; گوتم بدھ نگر ضلع) es un distrito de India en el estado de Uttar Pradesh. Código ISO: IN.UP.GB.
Comprende una superficie de 1 442 km².
El centro administrativo es la ciudad de Noida.

## Demografía
Según censo 2011 contaba con una población total de 1 674 714 habitantes.